# المحاط (السبرة)

تعديل مصدري - تعديل

المحاط هي إحدى قرى عزلة مطاية بمديرية السبرة التابعة لمحافظة إب، بلغ تعداد سكانها 496 نسمة حسب تعداد اليمن لعام 2004.